# Panzer VI Tiger II
Tiger II je bil nemški tank druge svetovne vojne. Uradna oznaka za ta tank je bila Panzerkampfwagen VI Ausf.B, imela je tudi inventarno ime SdKfz 182. Poznan je tudi pod neuradnim nemškim imenom Königstiger (Kraljevski tiger) ali Kingtiger oziroma Royal Tiger v angleščini.

## Opis
Tiger II je združeval težak Tigrov oklep z oblikovno zaobljenim Panterjevim oklepom. Zasnova je sledila zasnovi Tigra I vendar je bilo predvideno, da izgleda še bolj zastrašujoče. Njegova slika se je uporabljala tudi v propagandne namene predvsem zaradi njegove izjemne velikosti. Debel oklep in močan top sta dala Tigru II premoč proti vsem nasprotnikovim tankom. To je bilo še posebej razvidno na zahodni fronti, kjer britanske in ameriške enote niso imele tankov, ki bi se lahko kosali s Tigrom II. Obrambno se je ta tank izvrstno izkazal, za napad pa je bil nekoliko manj uspešen. M4 Sherman sploh ni mogel prebiti njegovega prednjega oklepa, M26 Pershing in IS-2 pa sta ga lahko prebila le v radiju 1300 metrov. 
Šasija in motor Tigra II sta  bila osnova za velikanskega lovca na tanke Jagdtiger , ki je bil brez kupole in je imel največji vgradni top tistega časa, kalibra 128 mm.

## Zgodovina tanka
Takoj ko je šel Tiger I v proizvodnjo so že sprejeli odločitev, da se naredi še močnejši tank, ki bi bil kos vsem morebitnim sovjetskim odgovorom na tank Tiger I. Narejeni sta bili dve zasnovi, ena je pripadala podjetju Porsche, druga pa Henschlu. Obe zasnovi sta uporabljali isto kupolo, temeljne razlike pa so bile predvsem v zasnovi oklepa, v prenosu moči in vzmetenju. Porsche je izdelal prototip, ki je bil zasnovan na projektu VK 4501, ki ni bil izbran.
Henschel je svoj prototip VK4503(H) predstavil oktobra leta 1943. Prvih 50 tankov je bilo narejenih s Porschejevo kupolo, vsi naslednji tanki so imeli Henschlovo kupolo. S to kupolo je bilo narejenih 485 tankov.
Naročenih jih je bilo 1500 tankov, vendar zaradi bombandiranja zaveznikov in zaradi vsesplošnega kaosa v proizvodnji je bilo izdelanih le 487.

## Operativna zgodovina
Prva uporaba tega tanka je bila zabeležena 16. julija 1944 v Normandiji. Na vzhodni fronti so ga prvič uporabili 12. avgusta 1944.

### Organizacija
Tanke Tiger II so uporabljali v samostojnih enotah, ki so bile po navadi pod poveljstvom korpusa.
Že leta 1942 so ustanovili prve take, imenovali so jih težki tankovski bataljon, nemško - schwere-Panzer-Abteilung. Nemška vojska (Heer) in Waffen-SS sta oba imela po nakaj takih bataljonov, bilo pa je tudo nekaj izjem, ko so posameznim, elitnejšim divizijam dodali po eno četo. 

Standardna sestava težkega bataljona je štela 45 tankov.

Prikaz sestave takšnega bataljona: 
- Bataljonski štab: 3 x komandni tank (Panzerbefehlswagen) Tiger II
- 1. četa, 14 tankov:
- Štab čete: 2 x komandni Tiger II
- 1. vod: 4 x Tiger II
- 2. vod: 4 x Tiger II
- 3. vod: 4 x Tiger II
- 2. četa, 14 tankov: isto kot 1. četa
- 3. četa, 14 tankov: isto kot 2. četa

Težki tankovski bataljoni:
- Heer: (schwere-Panzer-Abteilung - S.H.Pz.Abt) 501, 502, 503, 504, 505, 506, 507, 508, 509, 510, 511
- SS: (schwere-SS-Panzer-Abteilung - s.SS Pz.Abt) 101, 102, 103